# Loranzè
Loranzè – miejscowość i gmina we Włoszech, w regionie Piemont, w prowincji Turyn.
Według danych na rok 2004 gminę zamieszkiwały 1003 osoby, 250,8 os./km².